# Arthur Tansley

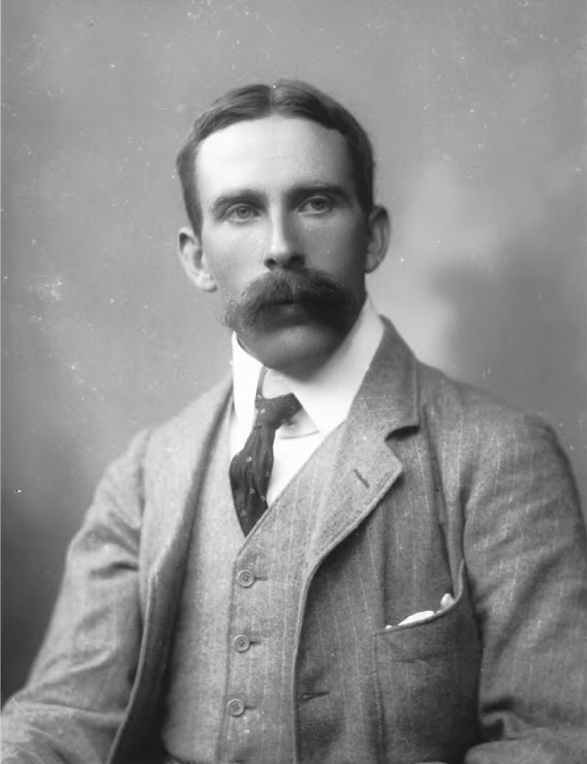
Portret van Tansley in 1893

Sir Arthur George Tansley (Londen, 15 augustus 1871 – Grantchester, 25 november 1955), was een Engels botanicus. Hij was een pionier in de ecologie. Vanaf het begin werd hij sterk beïnvloed door de Deense plantenecoloog Eugenius Warming. Hij verdedigde de term ecosysteem in 1935 en ecotoop in 1939. Hij was een van de oprichters van de British Ecological Society en twintig jaar lang redacteur van Journal of Ecology.
In 1941 eerde de Linnean Society of London Tansley vanwege zijn verdiensten voor de plantkunde met de Linnean Medal. 
Het botanische tijdschrift New Phytologist, dat door Tansley werd opgericht in 1902, publiceert een speciaal artikel in elk nummer onder de naam de 'Tansley Review'. Deze serie, met artikelen die huidige trends in de plantkunde synthetiseren, werd vernoemd naar Tansley als erkenning voor zijn brede interesse in de discipline als geheel.

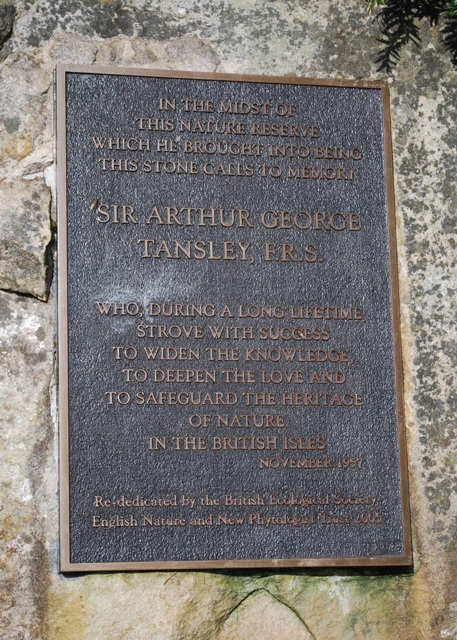
Plaquette in Kingley Vale National Nature Reserve ter herdenking aan Arthur Tansley.